# James Dugald Somerville
James Dugold Somerville (1868 – tháng 3 năm 1960), sinh ra ở Glasgow, là một nhà sử học Nam Úc có mối quan tâm đặc biệt đến Bán đảo Eyre, đặc biệt là Cảng Lincoln.

## Lý lịch
Vào ngày 20 tháng 10 năm 1896, ông kết hôn với Edith Tapley (1869 - 1971), con gái của J. M. Tapley ở Tapley Hill, Nam Úc. Họ có một cô con gái là Mabel.

## Quyên góp
- Ông đã đóng góp một số lượng lớn sách lịch sử cho Viện Port Lincoln[1] và khoảng 120 mục đến Thư viện Bang Nam Úc.
- Năm 1981, số tiền 250.000 đô la Somerville được trao cho Hội đồng thư viện Nam Úc bởi con gái ông Mabel để vinh danh ông.[2]
- Năm 1987, Bộ sưu tập lịch sử J. D. Somerville của Thư viện nhà nước  được thành lập, và đặt tên cho ông ta.